# Santo Antônio da Platina (ort)
Santo Antônio da Platina är en ort i Brasilien.   Den ligger i kommunen Santo Antônio da Platina och delstaten Paraná, i den södra delen av landet, 900 km söder om huvudstaden Brasília. Santo Antônio da Platina ligger 504 meter över havet och antalet invånare är 35 260.
Terrängen runt Santo Antônio da Platina är platt åt sydväst, men åt nordost är den kuperad. Santo Antônio da Platina är det största samhället i trakten.
Omgivningarna runt Santo Antônio da Platina är huvudsakligen savann. Runt Santo Antônio da Platina är det ganska tätbefolkat, med 70 invånare per kvadratkilometer.